# Empfindsamer Stil
Empfindsamer Stil lub Empfindsamkeit (z niem. „styl sentymentalny”) – styl muzyczny, wypracowany w XVIII wieku w Niemczech, który miał wyrażać „prawdziwe i naturalne” uczucia. Stosował gwałtowne kontrasty nastroju. Został wypracowany w opozycji do barokowej teorii afektów (niem. Affektenlehre), zgodnie z którą cały utwór (lub jego część) miał być utrzymany w jednym nastroju (afekcie).
Empfindsamer Stil jest podobny do stylu galant i często uważany za jego odmianę, gdyż charakteryzuje się prostą fakturą homofoniczną (pojedyncza, klarowna melodia, wsparta podrzędnym akompaniamentem akordowym) oraz okresowymi frazami melodycznymi. Jednak w przeciwieństwie do szerszego stylu galant, Empfindsamer Stil ma tendencję do unikania obfitej ornamentacji.
Dramatyczna zmienność, która była charakterystyczna dla Empfindsamer Stil z połowy wieku XVIII, bywa postrzegana jako wcześniejsza faza bardziej afektowanego i burzliwego okresu Sturm und Drang (burzy i naporu), który zaczął się około roku 1770. Oba te nurty są uważane za „przedromantyczne”, gdyż kładą nacisk na takie cechy, jak ekstremalne kontrasty nastroju, zmienność tonacji, nagłe zmiany rejestru, kontrasty dynamiczne i gwałtowne efekty orkiestrowe. Cechy te nie są typowy dla muzycznego klasycyzmu w drugiej połowie XVIII w.
Kompozytorzy piszący w tym stylu to m.in.:
- Karl Friedrich Abel;
- Gottfried August Homilius – główny przedstawiciel stylu;
- Wilhelm Friedemann Bach – najstarszy syn Jana Sebastiana Bacha;
- Carl Philipp Emanuel Bach – drugi najstarszy syn Jana Sebastiana Bacha;
- Georg Anton Benda;
- Anton Fils;
- Carl Heinrich Graun;
- Johann Gottlieb Janitsch;
- Johann Joachim Quantz;
- Johann Friedrich Reichardt;
- Christoph Schaffrath;
- Carlos Seixas.